# Strażnik czasu
Strażnik czasu (tytuł oryg. Timecop) – fantastycznonaukowy film akcji z 1994 roku, nakręcony w koprodukcji amerykańsko-kanadyjsko-japońskiej. Film powstał na podstawie komiksu pod tym samym tytułem.

## Fabuła
W 2004 r. mamy już możliwość podróżowania w czasie. Specjalni strażnicy bronią, by nikt nie wykorzystywał podróży w czasie do celów zarobkowych i przestępczych.
- Opis dystrybutora.

## Obsada
- Jean-Claude Van Damme – Max Walker
- Mia Sara – Melissa Walker
- Ron Silver – Senator Aaron McComb
- Bruce McGill – Komandor Eugene Matuzak
- Gloria Reuben – Sarah Fielding
- Scott Bellis – Ricky
- Jason Schombing – Lyle Atwood